# Drino mexicana
Drino mexicana là một loài ruồi trong họ Tachinidae.